# Setoplectus amphibulbosus
Setoplectus amphibulbosus är en rundmaskart som först beskrevs av Gerlach 1955.  Setoplectus amphibulbosus ingår i släktet Setoplectus och familjen Haliplectidae. Inga underarter finns listade i Catalogue of Life.